# Sylvan Lake (Alberta)
Sylvan Lake es un pueblo canadiense situado en la provincia de Alberta.

## Superficie
Sylvan Lake tiene una superficie de 23,09 km².

## Demografía
En 2021, tenía 15 995 habitantes, una densidad poblacional de 692,8 hab./km², y 7141 viviendas.